# مارسيو فييرا
مارسيو فييرا (بالكتالونية: Marcio Vieira de Vasconcelos)‏ (بالبرتغالية: Márcio Vieira de Vasconcelos‏) هو لاعب كرة قدم برتغالي وأندوري في مركز الوسط، ولد في 10 أكتوبر 1984 في أندورا لا فيلا في أندورا. شارك مع منتخب أندورا تحت 21 سنة لكرة القدم ومنتخب أندورا لكرة القدم. أما مع النوادي، فقد لعب مع F.C. Marco ‏.

## وصلات خارجية
- مارسيو فييرا على موقع الاتحاد الدولي (مؤرشف)  (الإنجليزية)
- مارسيو فييرا على موقع الاتحاد الأوربي (الإنجليزية)
- مارسيو فييرا على موقع قاعدة بيانات كرة القدم.إي يو (الإنجليزية)
- مارسيو فييرا على موقع ناشيونال فوتبول تيمز (الإنجليزية)
- مارسيو فييرا على موقع Soccerway.com (الإنجليزية)
- مارسيو فييرا على موقع عالم كرة القدم.نت (الإنجليزية)